# Betula megrelica
Betula megrelica là một loài thực vật có hoa trong họ Betulaceae. Loài này được Sosn. mô tả khoa học đầu tiên năm 1934.